# Дишай, човече!
 Тази статия е за филма от 1981 г.  За филма от 1988 г. вижте Дишай (филм от 1988 г.).  
„Дишай, човече!“ е български игрален филм (драма, семеен) от 1981 година на режисьора Веселина Геринска, по сценарий на Светослав Мичев. Оператор е Георги Ангелов. Музиката във филма е композирана от Кирил Цибулка, а художник – Цвета Маринова.

## Актьорски състав
- Светозар Кокаланов – Емил
- Иван Янчев – Доктор Янев
- Мимоза Базова – Сестра Иванова
- Максим Колев – Манев
- Христо Шопов – Пламен
- Пламен Иванов – Чвора
- Иван Стефанов – Стойчо тариката
- Момчил Инджов – Чадото
- Иван Балсамаджиев – Доктор Добрев
- Невена Симеонова – Майката на Пламен
- Валери Драгнев – Матето
- Георги Кокаланов
- Райна Кокаланова
- Стефан Глушков
- Радослав Томов
- Николай Димитров